# Aricia icaroides
Aricia icaroides är en fjärilsart som beskrevs av Carter och Harrison 1929. Aricia icaroides ingår i släktet Aricia och familjen juvelvingar. Inga underarter finns listade i Catalogue of Life.